# Droga krajowa B29 (Austria)
Droga krajowa B29 (Manker Straße) – droga krajowa Austrii. Arteria zaczyna się na skrzyżowaniu z B39 na południe od miasta St. Pölten. Początkowo szosa biegnie w kierunku zachodnim równolegle do linii kolejowej. Za miastem Mank B29 kieruje się na południe do Scheibbs. Droga kończy się na skrzyżowaniu z Erlauftal Straße.